# Jules Royaards
Jules Royaards, officieel Julien Georges Roijaards (Amsterdam, 17 april 1935), is een Nederlands acteur.

## Loopbaan
Jules Royaards was in het seizoen 1958/1959 voor het eerst te zien op de Nederlandse televisie in het eindexamenprogramma van de Amsterdamse toneelschool. Daarna bleef hij zeer frequent te zien in tal van dramaproducties, zoals de NOS-serie Voorstelling (met Godfried Bomans en Denise De Weerdt). In 1963 maakte hij zijn debuut op het witte doek in het oorlogsdrama Als twee druppels water van Fons Rademakers naar het boek De donkere kamer van Damokles van Willem Frederik Hermans.
In 1965 speelde hij in een kort kinderprogramma van de VPRO Pepijn op wieltjes een voor zijn zuster invallende bibliotheekmedewerker.
In 1969-1970 speelde hij in het theater in de klassieke uitvoering van de wereldberoemde klucht 'De Tante van Charlie' de rol van lord Fancourt Babberly, tezamen met een sterrencast bestaande uit o.a. Henk Molenberg, Ina van Faassen, Hein Boele, Brûni Heinke, Trudy Labij en met Luc Lutz, die ook de bewerking voor zijn rekening nam. Deze uitvoering is door de VARA-televisie uitgezonden in een serie klassieke kluchten.
In 1978 verscheen Royaards op televisie als Joop Burger in de kortlopende serie Hij en zij, samen met Pleuni Touw en Jeroen Krabbé. Andere rollen waarmee hij bekendheid verwierf waren die van boekhouder Doornbos in de serie De Fabriek en in een aflevering van Mensen zoals jij en ik. Ook in kluchten was Royaards vaak te zien, onder andere in 1983 in De ware Jacob met Joop Doderer.
Vanaf 1994 tot 2003 speelde hij de rol van Arnold (Nol) Brouwer in SamSam, een langlopende comedyserie met John Jones, Elle van Rijn, Anne-Mieke Ruyten en Bea Meulman, gebaseerd op de Britse serie Man About the House. 
In 2013 speelde Jules Royaards de hoofdrol in de korte film Stand-by Me.
Als regisseur maakte hij enkele afleveringen van de NCRV-comedy Zonder Ernst.

## Familie
Jules Royaards is een zoon van de acteur en regisseur Ben Royaards en actrice Georgette Hagedoorn en een kleinzoon van Willem Royaards. Hij is de vader van Annette Royaards en acteur, toneelschrijver en regisseur Marcel Royaards. Hij was tot haar dood getrouwd met actrice Nelleke Knegtmans. Acteur Hans Royaards is zijn halfbroer.

## Televisie
- 1963 - Hedenavond:voorstelling
- 1965 - Pepijn op wieltjes
- 1970 - De Tante van Charlie
- 1978 - Hij en Zij
- 1978 - Kant aan m'n broek!
- 1981 - De Fabriek
- 1982/1983 - Mensen zoals jij en ik
- 1983 - De ware Jacob
- 1988 - L'Heure Simenon
- 1993 - Coverstory
- 1994-2003 - SamSam
- 1995 - Voor hete vuren
- 1997 - 12 steden, 13 ongelukken
- 2002 - Kees & Co, aflevering Arriba! (Cameo)
- 2012 - Urfeld
- 2013 - Dokter Tinus, seizoen 2 aflevering 7 (Meneer Jansen)
- 2016 - De Zaak Menten

## Film
- 1961 - Principes
- 1963 - Als twee druppels water
- 1963 - Kersentuin
- 1967 - De dood van een handelsreiziger
- 1983 - De ware Jakob
- 1985 - Het bittere kruid
- 1991 - De Reddertjes in Kangoeroeland
- 1993 - De kleine blonde dood
- 2013 - Stand-by Me
- 2019 - Het Begin en Het Einde